# Arthur Hauffe
Arthur Hauffe född 20 december 1892 i Wittgensdorf ca 5 km nordväst om Chemnitz i Sachsen död 22 juli 1944 öster om Lviv i dagens Ukraina. Tysk militär. Hauffe befordrades till generalmajor i juni 1941 och till general i infanteriet i november 1943. Han erhöll Riddarkorset av järnkorset i juli 1943. Tillfångatagen av sovjetiska stridskrafter 22 juli 1944 och vid marsch samma dag mot krigsfångenskap i Sovjetunionen trampade han på en truppmina och dödades.

## Befäl
- chef för generalstaben vid gränskommando övre Rhen maj – september 1939
- chef för generalstaben vid XXV. Armeekorps september 1930 – februari 1940
- chef för generalstaben vid XXXVIII. Armeekorps februari – september 1940
- chef för generalstaben vid den tyska Wehrmachtsinsatsen i Rumänien och samtidigt befälhavare för tyska arméstridskrafterna i Rumänien september 1940 – juni 1941
- befälhavare för tyska arméstridskrafterna i Rumänien juni 1941 – januari 1943
- befälhavare för 46. Infanterie-Division februari - augusti 1943
- befälhavare för XIII. Armeekorps september 1943 – juli 1944